# Хасуда

35°59′39″ пн. ш. 139°39′44″ сх. д. / 35.99417° пн. ш. 139.66222° сх. д.
Хасу́да (яп. 蓮田市, はすだし, МФА: [hasuda ɕi̥]) — місто в Японії, в префектурі Сайтама.

## Короткі відомості
Розташоване в східній частині префектури. Виникло на місці декількох сіл раннього нового часу, що займалися вирощуванням японських груш. Основою економіки є сільське господарство, харчова промисловість, виробництво саке, металургія, машинобудування, комерція. В місті розташовано багато неолітичних стоянок період Джьомон. Станом на 1 жовтня 2008 площа міста становила 27,27 км². Станом на 1 січня 2009 населення міста становило 63 344 осіб.